# Zelf aangebrachte voorziening
Een zelf aangebrachte voorziening of ZAV is een vaak bouwkundige zaak die in een huurwoning wordt aangebracht door de huurder. De ZAV kan zijn aangebracht zonder en met medeweten van de verhuurder. Dit onderscheid is van groot belang. Met name als de huurder zijn of haar huurwoning weer verlaat en de verhuurder de ZAV moet beoordelen op handhaven of (de woning) terugbrengen in de oorspronkelijke staat. Dit kan grote financiële consequenties met zich meebrengen voor de huurder. Zie hiervoor het Burgerlijk Wetboek.

## Met voorafgaand overleg
De ZAV wordt altijd gehandhaafd als de huurder met de verhuurder van tevoren over de ZAV heeft gecommuniceerd en de verhuurder de ZAV heeft goedgekeurd. Hierbij is wel sprake van een controle van het realiseren van de ZAV door de verhuurder tijdens de werkzaamheden van het aanbrengen of bij de oplevering.

## Zonder voorafgaand overleg
De ZAV kan worden gehandhaafd indien de ZAV voldoet aan een aantal voorwaarden:
- De voorziening voegt iets van waarde toe aan de woning.
- De voorziening doet geen afbreuk aan de woning en is gelijk aan de oorspronkelijke staat of toestand van de woning.
- De voorziening wordt door de volgende huurder overgenomen middels een overnameovereenkomst en de verhuurder heeft hier geen problemen mee (maar kan dan nog steeds eisen dat de ZAV te zijner tijd wordt verwijderd).

Indien de ZAV niet aan de bovengestelde voorwaarden voldoet, is de verhuurder gerechtigd de ZAV te laten verwijderen. De kosten hiervoor komen altijd ten laste van de vertrekkende huurder. De huurder is gerechtigd de ZAV zelfstandig te verwijderen maar moet de woning wel in de "oorspronkelijke staat" terugbrengen.

## Trivia
- De ZAV gaat niet alleen over bouwkundige zaken. Steeds meer komen ook ander "functionaliteiten" binnen de werkingssfeer van de ZAV. Denk hierbij aan de aanleg van een oproepsystemen met zorginstellingen of domoticasystemen. De afkorting verandert daardoor in ZAVF of ZAF (zelf aangebrachte (voorzieningen en/of) functionaliteiten)".[bron?]
- Het woord ZAV (of ZAF/ZAFV/ZAVF) is een acroniem